# Ved verdens ende
Ved verdens ende (tytuł międzynar. At World's End) – duński film sensacyjny z 2009 roku, napisany przez Andersa Thomasa Jensena oraz wyreżyserowany przez Tomasa Villuma Jensena. Światowa premiera obrazu odbyła się we wrześniu 2009 podczas festiwalu filmowego w Hamburgu. 9 października tego roku projekt zyskał dystrybucję kinową w Danii. W filmie w rolach głównych wystąpili Nikolaj Coster-Waldau, Nikolaj Lie Kaas i Birgitte Hjort Sørensen. Film powstawał jako pilot anulowanego serialu telewizyjnego.

## Obsada
- Nikolaj Coster-Waldau − Severin Geertsen
- Nikolaj Lie Kaas – Adrian Gabrielsen
- Birgitte Hjort Sørensen – Beate
- Kee Chan − generał Karel
- Steven Berkoff − Jack Pudovski
- Nicolas Bro – Mikael Feldt
- Søren Pilmark – Consul
- Ulf Pilgaard – Werner Gabrielsen
- Birthe Neumann - Bitten Gabrielsen
- Matthias Hues − Aribert

## Nagrody i wyróżnienia
- 2010, Duńska Akademia Filmowa:
  - nominacja do nagrody Roberta w kategorii najlepsza aktorka (wyróżniona: Birgitte Hjort Sørensen)[2]
  - nominacja do nagrody Roberta w kategorii najlepsza scenografia (Michelle Sotheren)[2]
  - nominacja do nagrody Roberta w kategorii najlepsza charakteryzacja (Shane Thomas, Natalie Dowell)[2]
  - nominacja do nagrody Roberta w kategorii najlepsza muzyka (Dale Cornelius)[2]
  - nominacja do nagrody Roberta w kategorii najlepsza piosenka filmowa ("Bang Bang Boogie" w wykonaniu Marii Montell)[2]
  - nominacja do nagrody Roberta w kategorii najlepsze efekty specjalne (Alexander Marthin, Thomas Dyg, Julian Summers)[2]
- 2010, Zulu Awards:
  - nominacja do nagrody Zulu w kategorii najlepsza aktorka (Birgitte Hjort Sørensen)[2]